# イゴール・ジ・カルヴァーリョ・ジュリアン
イゴール・ジュリアン（Igor Julião）ことイゴール・ジ・カルヴァーリョ・ジュリアン（ポルトガル語: Igor de Caralho Julião、1994年8月23日 - ）は、ブラジルのサッカー選手。ポジションはDF。

## クラブ歴
2012年にフルミネンセFCの下部組織からトップチームに昇格。2014年にスポルティング・カンザスシティに期限付き移籍したのを皮切りに様々なクラブに期限付き移籍を経験している。

## タイトル
アトレチコ・ミネイロ
- コパ・リベルタドーレス: 2013
- カンピオナート・ミネイロ: 2013, 2015, 2017
- コパ・ド・ブラジル: 2014

スポルティング・カンザスシティ
- USオープンカップ: 2017